# Planolocha lactea
Planolocha lactea är en fjärilsart som beskrevs av Turner 1947. Planolocha lactea ingår i släktet Planolocha och familjen mätare. Inga underarter finns listade i Catalogue of Life.